# Großer Preis von Indien 2012
Der Große Preis von Indien 2012 (offiziell 2012 Formula 1 Airtel Indian Grand Prix) fand am 28. Oktober auf dem Buddh International Circuit in Greater Noida statt und war das 17. Rennen der Formel-1-Weltmeisterschaft 2012.

## Berichte

### Hintergrund
Nach dem Großen Preis von Korea führte Sebastian Vettel in der Fahrerwertung mit sechs Punkten vor Fernando Alonso und mit 48 Punkten vor Kimi Räikkönen. In der Konstrukteurswertung führte Red Bull-Renault mit 77 Punkten vor Ferrari und mit 83 Punkten vor McLaren-Mercedes.
Beim Großen Preis von Indien stellte Pirelli den Fahrern die Reifenmischungen P Zero Hard (silber) und P Zero Soft (gelb) sowie für Nässe Cinturato Intermediates (grün) und Cinturato Full-Wets (blau) zur Verfügung.
Mit Vettel trat der einzige ehemalige Sieger zu diesem Grand Prix an.
Als Rennkommissare fungierten Gerd Ennser (DEU), Alan Jones (AUS) und Steve Stringwell (GBR).

### Training
Im ersten freien Training erzielte Vettel die Bestzeit vor Jenson Button und Alonso. In diesem Training kam Esteban Gutiérrez erstmals an einem Grand-Prix-Wochenende zum Einsatz. Gutiérrez vertrat bei Sauber seinen Landsmann Sergio Pérez, der das Training aus gesundheitlichen Gründen ausließ. Darüber hinaus übernahm Valtteri Bottas den Williams von Bruno Senna und Giedo van der Garde den Caterham von Heikki Kovalainen.
Im zweiten freien Training blieb Vettel vorne. Mark Webber übernahm den zweiten Platz vor Alonso.
Auch im dritten freien Training war Vettel Erster. Gefolgt wurde er diesmal von Button und Webber.

### Qualifying
Im ersten Abschnitt des Qualifyings fuhr Pastor Maldonado die schnellste Runde. Die Marussia-, HRT- und Caterham-Piloten sowie Jean-Éric Vergne schieden aus.
Im zweiten Segment war Vettel Schnellster. Die Force-India-Piloten sowie Kamui Kobayashi, Daniel Ricciardo, Michael Schumacher, Senna und Romain Grosjean schieden aus.
Im finalen Abschnitt blieb Vettel vorne und erzielte die Pole-Position vor Webber und Lewis Hamilton.

### Rennen

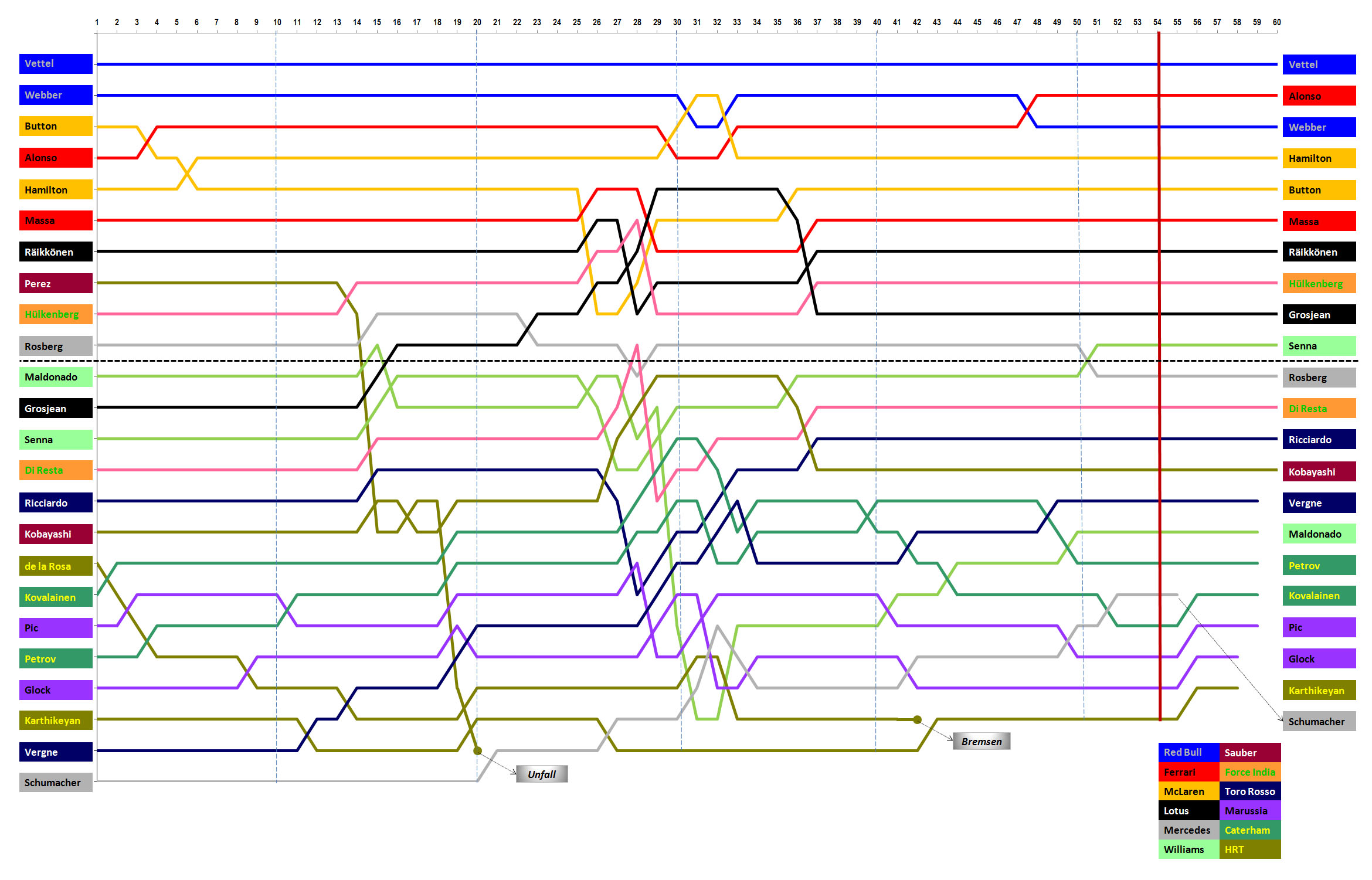
Rennverlauf

Vettel gewann das Rennen vor Alonso und Webber. Die restlichen Punkteränge belegten Hamilton, Button, Felipe Massa, Räikkönen, Nico Hülkenberg, Grosjean und Senna. Für Vettel war es der 26. Sieg in der Formel-1-Weltmeisterschaft.
Vettel behauptete die Führung beim Start und behielt diese bis zum Ende des Rennens. Webber lag zunächst auf dem zweiten Platz, bis er mit KERS-Problemen hinter Alonso, der in der Startphase zwei Positionen gut gemacht hatte, zurückfiel.
Vettel konnte mit dem Sieg die Führung in der Weltmeisterschaft vor Alonso ausbauen, der auf dem zweiten Platz blieb. Räikkönen blieb unverändert auf der dritten Position. Bei den Konstrukteuren blieb Red Bull-Renault in Führung. Ferrari blieb vor McLaren-Mercedes auf der zweiten Position.

## Meldeliste
| Team                          | Nr. | Fahrer              | Chassis           | Motor                | Reifen |
| ----------------------------- | --- | ------------------- | ----------------- | -------------------- | ------ |
| Red Bull Racing               | 01  | Sebastian Vettel    | Red Bull RB8      | Renault 2.4 V8       | P      |
| Red Bull Racing               | 02  | Mark Webber         | Red Bull RB8      | Renault 2.4 V8       | P      |
| Vodafone McLaren Mercedes     | 03  | Jenson Button       | McLaren MP4-27    | Mercedes-Benz 2.4 V8 | P      |
| Vodafone McLaren Mercedes     | 04  | Lewis Hamilton      | McLaren MP4-27    | Mercedes-Benz 2.4 V8 | P      |
| Scuderia Ferrari              | 05  | Fernando Alonso     | Ferrari F2012     | Ferrari 2.4 V8       | P      |
| Scuderia Ferrari              | 06  | Felipe Massa        | Ferrari F2012     | Ferrari 2.4 V8       | P      |
| Mercedes AMG Petronas F1 Team | 07  | Michael Schumacher  | Mercedes F1 W03   | Mercedes-Benz 2.4 V8 | P      |
| Mercedes AMG Petronas F1 Team | 08  | Nico Rosberg        | Mercedes F1 W03   | Mercedes-Benz 2.4 V8 | P      |
| Lotus F1 Team                 | 09  | Kimi Räikkönen      | Lotus E20         | Renault 2.4 V8       | P      |
| Lotus F1 Team                 | 10  | Romain Grosjean     | Lotus E20         | Renault 2.4 V8       | P      |
| Sahara Force India F1 Team    | 11  | Paul di Resta       | Force India VJM05 | Mercedes-Benz 2.4 V8 | P      |
| Sahara Force India F1 Team    | 12  | Nico Hülkenberg     | Force India VJM05 | Mercedes-Benz 2.4 V8 | P      |
| Sauber F1 Team                | 14  | Kamui Kobayashi     | Sauber C31        | Ferrari 2.4 V8       | P      |
| Sauber F1 Team                | 15  | Esteban Gutiérrez   | Sauber C31        | Ferrari 2.4 V8       | P      |
| Sauber F1 Team                | 15  | Sergio Pérez        | Sauber C31        | Ferrari 2.4 V8       | P      |
| Scuderia Toro Rosso           | 16  | Daniel Ricciardo    | Toro Rosso STR7   | Ferrari 2.4 V8       | P      |
| Scuderia Toro Rosso           | 17  | Jean-Éric Vergne    | Toro Rosso STR7   | Ferrari 2.4 V8       | P      |
| Williams F1 Team              | 18  | Pastor Maldonado    | Williams FW34     | Renault 2.4 V8       | P      |
| Williams F1 Team              | 19  | Valtteri Bottas     | Williams FW34     | Renault 2.4 V8       | P      |
| Williams F1 Team              | 19  | Bruno Senna         | Williams FW34     | Renault 2.4 V8       | P      |
| Caterham F1 Team              | 20  | Giedo van der Garde | Caterham CT01     | Renault 2.4 V8       | P      |
| Caterham F1 Team              | 20  | Heikki Kovalainen   | Caterham CT01     | Renault 2.4 V8       | P      |
| Caterham F1 Team              | 21  | Witali Petrow       | Caterham CT01     | Renault 2.4 V8       | P      |
| HRT F1 Team                   | 22  | Pedro de la Rosa    | HRT F112          | Cosworth 2.4 V8      | P      |
| HRT F1 Team                   | 23  | Narain Karthikeyan  | HRT F112          | Cosworth 2.4 V8      | P      |
| Marussia F1 Team              | 24  | Timo Glock          | Marussia MR01     | Cosworth 2.4 V8      | P      |
| Marussia F1 Team              | 25  | Charles Pic         | Marussia MR01     | Cosworth 2.4 V8      | P      |

Anmerkungen
1. 1 2  Gutiérrez fuhr den Sauber mit der Nummer 15 im ersten freien Training. Pérez übernahm das Fahrzeug anschließend für das restliche Rennwochenende.
2. 1 2  Bottas fuhr den Williams mit der Nummer 19 im ersten freien Training. Senna übernahm das Fahrzeug anschließend für das restliche Rennwochenende.
3. 1 2  Van der Garde fuhr den Caterham mit der Nummer 20 im ersten freien Training. Kovalainen übernahm das Fahrzeug anschließend für das restliche Rennwochenende.

## Klassifikationen

### Qualifying
| Pos.                                                                      | Fahrer             | Konstrukteur         | Q1       | Q2       | Q3         | Start |
| ------------------------------------------------------------------------- | ------------------ | -------------------- | -------- | -------- | ---------- | ----- |
| 01                                                                        | Sebastian Vettel   | Red Bull-Renault     | 1:26,387 | 1:25,435 | 1:25,283   | 01    |
| 02                                                                        | Mark Webber        | Red Bull-Renault     | 1:26,744 | 1:25,610 | 1:25,327   | 02    |
| 03                                                                        | Lewis Hamilton     | McLaren-Mercedes     | 1:26,516 | 1:25,816 | 1:25,544   | 03    |
| 04                                                                        | Jenson Button      | McLaren-Mercedes     | 1:26,564 | 1:25,467 | 1:25,659   | 04    |
| 05                                                                        | Fernando Alonso    | Ferrari              | 1:26,829 | 1:25,834 | 1:25,773   | 05    |
| 06                                                                        | Felipe Massa       | Ferrari              | 1:26,939 | 1:26,111 | 1:25,857   | 06    |
| 07                                                                        | Kimi Räikkönen     | Lotus-Renault        | 1:26,740 | 1:26,101 | 1:26,236   | 07    |
| 08                                                                        | Sergio Pérez       | Sauber-Ferrari       | 1:27,179 | 1:26,076 | 1:26,360   | 08    |
| 09                                                                        | Pastor Maldonado   | Williams-Renault     | 1:26,048 | 1:25,983 | 1:26,713   | 09    |
| 10                                                                        | Nico Rosberg       | Mercedes             | 1:26,458 | 1:25,976 | keine Zeit | 10    |
| 11                                                                        | Romain Grosjean    | Lotus-Renault        | 1:26,897 | 1:26,136 | –          | 11    |
| 12                                                                        | Nico Hülkenberg    | Force India-Mercedes | 1:27,185 | 1:26,241 | –          | 12    |
| 13                                                                        | Bruno Senna        | Williams-Renault     | 1:26,851 | 1:26,331 | –          | 13    |
| 14                                                                        | Michael Schumacher | Mercedes             | 1:27,482 | 1:26,574 | –          | 14    |
| 15                                                                        | Daniel Ricciardo   | Toro Rosso-Ferrari   | 1:27,006 | 1:26,777 | –          | 15    |
| 16                                                                        | Paul di Resta      | Force India-Mercedes | 1:27,462 | 1:26,989 | –          | 16    |
| 17                                                                        | Kamui Kobayashi    | Sauber-Ferrari       | 1:27,517 | 1:27,219 | –          | 17    |
| 18                                                                        | Jean-Éric Vergne   | Toro Rosso-Ferrari   | 1:27,525 | –        | –          | 18    |
| 19                                                                        | Witali Petrow      | Caterham-Renault     | 1:28,756 | –        | –          | 19    |
| 20                                                                        | Heikki Kovalainen  | Caterham-Renault     | 1:29,500 | –        | –          | 20    |
| 21                                                                        | Timo Glock         | Marussia-Cosworth    | 1:29,613 | –        | –          | 21    |
| 22                                                                        | Pedro de la Rosa   | HRT-Cosworth         | 1:30,592 | –        | –          | 22    |
| 23                                                                        | Narain Karthikeyan | HRT-Cosworth         | 1:30,593 | –        | –          | 23    |
| 24                                                                        | Charles Pic        | Marussia-Cosworth    | 1:30,662 | –        | –          | 24    |
| 107-Prozent-Zeit: 1:32,071 min (bezogen auf Q1-Bestzeit von 1:26,048 min) |                    |                      |          |          |            |       |

Anmerkungen
1. 1 2 3 4 5 6 7 8 9 10 11 12 13 14 15 16 17 18 19 20  Rennwagen mit KERS

### Rennen
| Pos. | Fahrer             | Konstrukteur         | Runden | Stopps | Zeit        | Start | Schnellste Runde |
| ---- | ------------------ | -------------------- | ------ | ------ | ----------- | ----- | ---------------- |
| 01   | Sebastian Vettel   | Red Bull-Renault     | 60     | 1      | 1:31:10,744 | 01    | 1:28,723 (60.)   |
| 02   | Fernando Alonso    | Ferrari              | 60     | 1      | + 9,437     | 05    | 1:28,630 (60.)   |
| 03   | Mark Webber        | Red Bull-Renault     | 60     | 1      | + 13,217    | 02    | 1:29,029 (59.)   |
| 04   | Lewis Hamilton     | McLaren-Mercedes     | 60     | 1      | + 13,909    | 03    | 1:28,944 (58.)   |
| 05   | Jenson Button      | McLaren-Mercedes     | 60     | 1      | + 26,266    | 04    | 1:28,203 (60.)   |
| 06   | Felipe Massa       | Ferrari              | 60     | 1      | + 44,674    | 06    | 1:29,283 (59.)   |
| 07   | Kimi Räikkönen     | Lotus-Renault        | 60     | 1      | + 45,227    | 07    | 1:29,354 (54.)   |
| 08   | Nico Hülkenberg    | Force India-Mercedes | 60     | 1      | + 54,998    | 12    | 1:29,230 (60.)   |
| 09   | Romain Grosjean    | Lotus-Renault        | 60     | 1      | + 56,103    | 11    | 1:29,522 (57.)   |
| 10   | Bruno Senna        | Williams-Renault     | 60     | 1      | + 1:14,975  | 13    | 1:28,431 (60.)   |
| 11   | Nico Rosberg       | Mercedes             | 60     | 1      | + 1:21,294  | 10    | 1:29,492 (59.)   |
| 12   | Paul di Resta      | Force India-Mercedes | 60     | 1      | + 1:22,815  | 16    | 1:29,086 (59.)   |
| 13   | Daniel Ricciardo   | Toro Rosso-Ferrari   | 60     | 1      | + 1:26,064  | 15    | 1:29,440 (57.)   |
| 14   | Kamui Kobayashi    | Sauber-Ferrari       | 60     | 1      | + 1:26,495  | 17    | 1:29,204 (51.)   |
| 15   | Jean-Éric Vergne   | Toro Rosso-Ferrari   | 59     | 2      | + 1 Runde   | 18    | 1:30,091 (59.)   |
| 16   | Pastor Maldonado   | Williams-Renault     | 59     | 2      | + 1 Runde   | 09    | 1:30,067 (50.)   |
| 17   | Witali Petrow      | Caterham-Renault     | 59     | 1      | + 1 Runde   | 19    | 1:31,163 (58.)   |
| 18   | Heikki Kovalainen  | Caterham-Renault     | 59     | 1      | + 1 Runde   | 20    | 1:30,786 (57.)   |
| 19   | Charles Pic        | Marussia-Cosworth    | 59     | 1      | + 1 Runde   | 24    | 1:31,366 (55.)   |
| 20   | Timo Glock         | Marussia-Cosworth    | 58     | 1      | + 2 Runden  | 21    | 1:31,721 (56.)   |
| 21   | Narain Karthikeyan | HRT-Cosworth         | 58     | 1      | + 2 Runden  | 23    | 1:32,161 (53.)   |
| 22   | Michael Schumacher | Mercedes             | 55     | 2      | DNF         | 14    | 1:29,230 (53.)   |
| –    | Pedro de la Rosa   | HRT-Cosworth         | 42     | 1      | DNF         | 22    | 1:32,864 (39.)   |
| –    | Sergio Pérez       | Sauber-Ferrari       | 20     | 2      | DNF         | 08    | 1:32,208 (17.)   |

Anmerkungen
1. 1 2 3 4 5 6 7 8 9 10 11 12 13 14 15 16 17 18 19 20  Rennwagen mit KERS

## WM-Stände nach dem Rennen
Die ersten zehn des Rennens bekamen 25, 18, 15, 12, 10, 8, 6, 4, 2 bzw. 1 Punkt(e).

### Fahrerwertung
| Pos. | Fahrer           | Konstrukteur         | Punkte |
| ---- | ---------------- | -------------------- | ------ |
| 01   | Sebastian Vettel | Red Bull-Renault     | 240    |
| 02   | Fernando Alonso  | Ferrari              | 227    |
| 03   | Kimi Räikkönen   | Lotus-Renault        | 173    |
| 04   | Mark Webber      | Red Bull-Renault     | 167    |
| 05   | Lewis Hamilton   | McLaren-Mercedes     | 165    |
| 06   | Jenson Button    | McLaren-Mercedes     | 141    |
| 07   | Nico Rosberg     | Mercedes             | 93     |
| 08   | Romain Grosjean  | Lotus-Renault        | 90     |
| 09   | Felipe Massa     | Ferrari              | 89     |
| 10   | Sergio Pérez     | Sauber-Ferrari       | 66     |
| 11   | Kamui Kobayashi  | Sauber-Ferrari       | 50     |
| 12   | Nico Hülkenberg  | Force India-Mercedes | 49     |
| 13   | Paul di Resta    | Force India-Mercedes | 44     |

| Pos. | Fahrer             | Konstrukteur       | Punkte |
| ---- | ------------------ | ------------------ | ------ |
| 14   | Michael Schumacher | Mercedes           | 43     |
| 15   | Pastor Maldonado   | Williams-Renault   | 33     |
| 16   | Bruno Senna        | Williams-Renault   | 26     |
| 17   | Jean-Éric Vergne   | Toro Rosso-Ferrari | 12     |
| 18   | Daniel Ricciardo   | Toro Rosso-Ferrari | 9      |
| 19   | Timo Glock         | Marussia-Cosworth  | 0      |
| 20   | Heikki Kovalainen  | Caterham-Renault   | 0      |
| 21   | Witali Petrow      | Caterham-Renault   | 0      |
| 22   | Jérôme D’Ambrosio  | Lotus-Renault      | 0      |
| 23   | Charles Pic        | Marussia-Cosworth  | 0      |
| 24   | Narain Karthikeyan | HRT-Cosworth       | 0      |
| 25   | Pedro de la Rosa   | HRT-Cosworth       | 0      |

### Konstrukteurswertung
| Pos. | Konstrukteur     | Punkte |
| ---- | ---------------- | ------ |
| 01   | Red Bull-Renault | 407    |
| 02   | Ferrari          | 316    |
| 03   | McLaren-Mercedes | 306    |
| 04   | Lotus-Renault    | 263    |
| 05   | Mercedes         | 136    |
| 06   | Sauber-Ferrari   | 116    |

| Pos. | Konstrukteur         | Punkte |
| ---- | -------------------- | ------ |
| 07   | Force India-Mercedes | 93     |
| 08   | Williams-Renault     | 59     |
| 09   | Toro Rosso-Ferrari   | 21     |
| 10   | Marussia-Cosworth    | 0      |
| 11   | Caterham-Renault     | 0      |
| 12   | HRT-Cosworth         | 0      |